# Peter Balleis

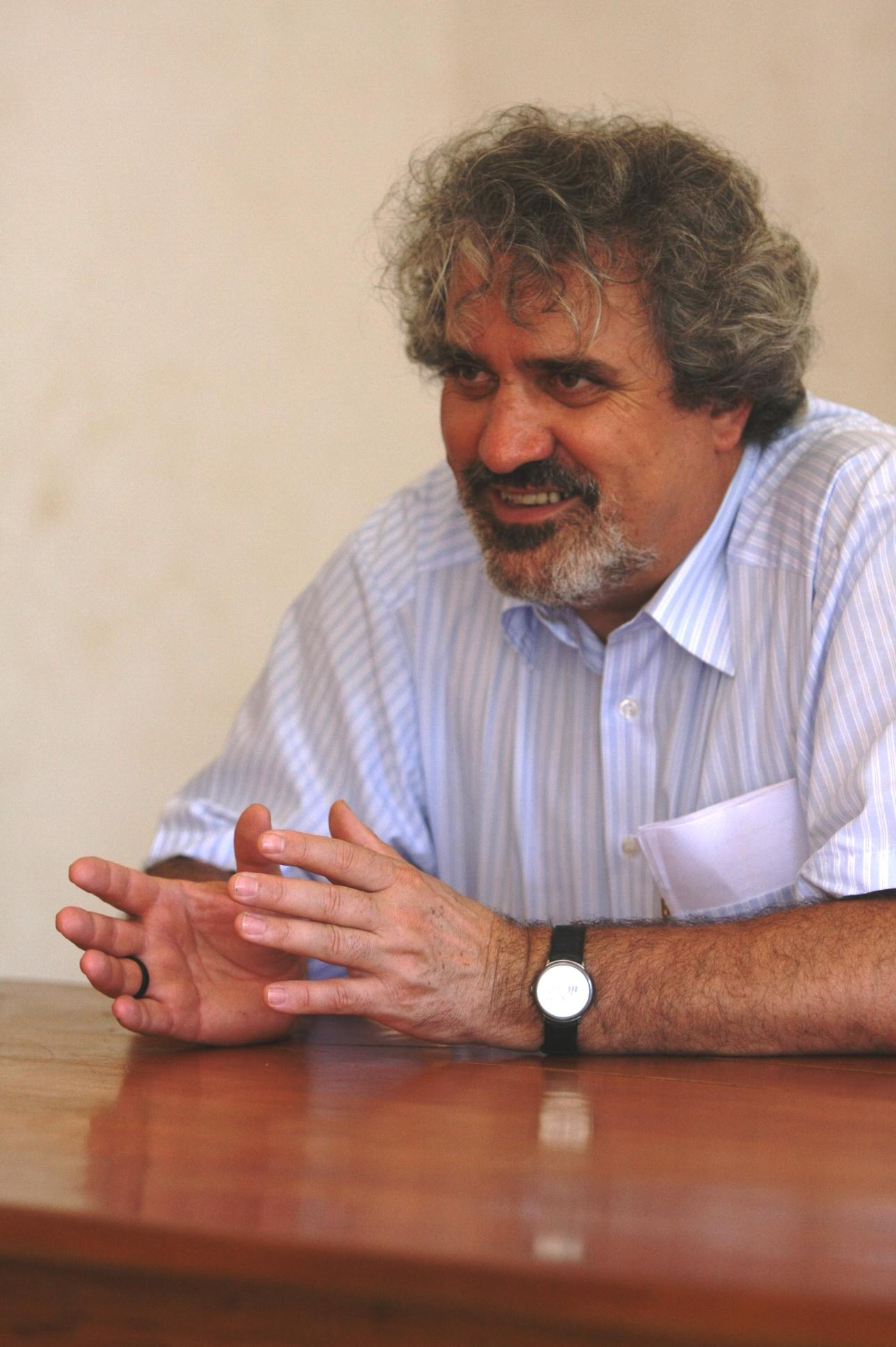
Peter Balleis, 2007

Peter Balleis SJ (* 15. April 1957) ist ein deutscher Jesuit. Er war von November 2007 bis Oktober 2014 Internationaler Direktor des Jesuiten-Flüchtlingsdienstes (Jesuit Refugee Service – JRS). Seit 2016 leitet er Jesuit Worldwide Learning - Higher Education at the Margins (JWL) als Geschäftsführender Präsident.

## Leben
Peter Balleis wuchs mit sechs Geschwistern auf einem Bauernhof bei Augsburg auf. Ein halbes Jahr vor dem Abitur machte er eine große Reise nach Afrika. Als Schüler eines Benediktinerinternats begleitete er in den Weihnachtsferien 1976 den Internatsleiter zu einem Besuch der Missionsbenediktiner in Kenia. Balleis war von Afrika fasziniert. Auf einer Israelreise fasste er in der unteren Kirche von St. Peter in Gallicantu eine Vorentscheidung für den Priesterberuf. Als Laienstudent an der Hochschule für Philosophie München studierte er Philosophie, anschließend Theologie an der staatlichen Ludwig-Maximilians-Universität München. Seine Entscheidung, Jesuit zu werden, war ein Buch über P. Rupert Mayer SJ. Im September 1981 trat er in das zweijährige Noviziat der Jesuiten in Nürnberg ein, anschließend arbeitete er als Erzieher am Kolleg St. Blasien. Während dieser Zeit war Óscar Romero für ihn eine Symbolfigur. Seit 1984 war Balleis an verschiedenen Stationen als Missionar in Afrika (Simbabwe) tätig. Nach weiteren 2 Jahren Theologiestudium, zusammen mit afrikanischen Jesuiten in Nairobi, wurde er am 31. Juli 1988 in Simbabwe zum Priester geweiht. Von 1989 bis 1991 studierte Balleis zudem Kirchliche Soziallehre und Befreiungstheologie in Brasilien, anschließend reiste er zurück nach Simbabwe. Dort sandte ihn der Provinzial zum Bildungshaus in Harare, wo sich Balleis – die Sicht der kirchlichen Soziallehre berücksichtigend – mit den wirtschaftlichen Strukturanpassungen und deren sozialen Kosten für die Armen in Afrika befasste.
Nachdem Ende 1994 der Völkermord in Ruanda eine Flüchtlingswelle auslöste, übernahm Balleis zum ersten Mal eine Position innerhalb des JRS in Tansania. In dieser Position wurde er mit der Tatsache konfrontiert, dass Kultur, kulturelle Identität, damit verbunden oft auch Religion, eine wichtigere Rolle für Menschen und Völker spielen. Im April 1995 wurde er zum Direktor der neugeschaffenen JRS-Region Südliches Afrika ernannt. In diesem Zeitraum engagierte sich der JRS in der Repatriierung von Mosambikanischen Flüchtlingen aus Malawi. Im Jahre 2000 ernannte ihn der Provinzial der süddeutschen Jesuitenprovinz, Bernd Franke, zum Missionsprokurator und Leiter der deutschen Jesuitenmission in Nürnberg.
2007 übernahm Balleis, der bereits vorher Mitglied im JRS-Beirat war, die Leitung des JRS von seinem Vorgänger Lluis Magriñà, bis er die Leitung im Oktober 2015 abgab. Jedes Jahr betreuen die ca. 1 000 Mitarbeiter der Organisation rund 450 000 Flüchtlinge, Binnenflüchtlinge und Asylbewerber in mehr als 50 Ländern. Sie folgen der seit 1995 erweiterten Jesuiten-Sendung als Dienst am Glauben, als Einsatz für die Gerechtigkeit, zur Inkulturation des Evangelium und für den Dialog mit den Religionen. Bereits 2010 startete das dreijährige Pilotprojekt Jesuit Commons: Higher Education at the Margins (JC:HEM), das gemeinsam mit dem Jesuiten-Flüchtlingsdienst als Implementierungspartner vor Ort jungen marginalisierten Gemeinschaften Zugang zu nachhaltiger und qualitativer Hochschulbildung ermöglichen wollte. 2016 wurde aus JC:HEM das neue globale Werk der Zentraleuropäischen Jesuiten-Provinz (Deutschland, Österreich, Schweiz, Litauen): Jesuit Worldwide Learning - Higher education at the margins (JWL) mit Sitz in Genf, Schweiz.
Seit 2016 ist Peter Balleis der Exekutivpräsident von Jesuit Worldwide Learning - Higher education at the margins (JWL). Die Mission von JWL ist, Höhere Bildung für Flüchtlinge und marginalisierte Jugendliche in Konfliktzonen weltweit via mobiles Lernen zugänglich zu machen. JWL diente 2019 etwa 4.000 Studierenden in 39 Lernzentren in 15 Ländern.

## Ehrungen
Im Jahr 2013 verlieh ihm die Gonzaga-Universität in Spokane, USA, die Ehrendoktorwürde der juristischen Fakultät.

## Schriften
- Leidenschaft für die Welt. Echter, Würzburg 2007, ISBN 978-3-429-02885-5.
- Seht den Menschen. Die Versuchung zur Macht und das Elend der Flüchtlinge. Patmos, Ostfildern 2017, ISBN 978-3-8436-0878-7.
- Behold the Man: The Temptation of Power and the Suffering of the Refugees. Tusitala (RLS) Pte, 2020, ISBN 978-981-14-5106-5 (englisch).